# Берёзовка (приток Ингула)
Берёзовка — река на Украине, левый приток Ингула (бассейн Южного Буга).

## Описание
Длина 74 км. Площадь водосборного бассейна 665 км. Уклон русла 1,4 м/км. Речная долина трапециевидная, в ширину 2 км, в глубину 40 м. Русло в ширину 10 м.
Летом в верховье может пересыхать. Ледостав — с конца ноября — начала декабря до марта.
Сток частично зарегулирован, на реке образовано множество прудов, в том числе 5 водохранилищ. Используется для технических и сельскохозяйственных нужд, а также рыбоводства.
Вода, как это характерно для рек степной зоны, — сильно минерализована (1,3-1,5 г/л, а в тёплое время года — 2,4 г/л).

## География
Берёт начало у села Суходольского. Течёт преимущественно к юго-западу и (частично) к югу. Впадает в Ингул на расстоянии 179 км от его устья к югу от села Любовичка.
На реке расположены следующие населённые пункты:
- Суходольское[4]
- Берёзовка
- Молодежное[4]
- Антоновка[4]
- Лебединое
- Криничеватка[4]
- Березоватка[4] — бывшая еврейская земледельческая колония Израилевка[5]
- Село Ковалевка (ныне не существует)
- Устиновка[6]
- Солнцево[6]
- Березовка[7]